# Comuna Kurmanî, Nedrîhailiv
Kurmanî (în ucraineană Курмани) este o comună în raionul Nedrîhailiv, regiunea Sumî, Ucraina, formată din satele Berezneakî, Holubți și Kurmanî (reședința).

## Demografie
Componența lingvistică a comunei Kurmanî
     Ucraineană (97,17%)
     Rusă (2,46%)
Conform recensământului din 2001, majoritatea populației comunei Kurmanî era vorbitoare de ucraineană (97,17%), existând în minoritate și vorbitori de rusă (2,46%).